# Діанін Олександр Павлович
Олександр Павлович Діанін ( 8 (20) квітня 1851, с. Давидова Володимирської губернії — 6 грудня 1918, Петроград ) — російський хімік-органік, академік Військово-медичної академії, доктор філософії в Єнському університеті, доктор хімії в Харківському університеті.

## Біографія
Закінчив 4 курси Імператорської медико-хірургічної академії, хімію вивчав під керівництвом М. М. Зініна та О. П. Бородіна.
1877 року здобув у Єнському університеті ступінь доктора філософії за дослідження: «Про окиснення фенолів». Ступінь магістра і потім доктора з хімії отримав у 1880 та 1890 у Харківському університеті. З 1881 був при Військово-медичній академії ад'юнкт-лаборантом, а з 1887 року послідовно ад'юнкт-професором, екстраординарним та ординарним професором кафедри хімії. З 1887 по 1916 завідував кафедрою хімії Військово-медичної академії. З 1895 року чотири рази обирався вченим секретарем конференції академії. З 1896 — дорадчий член медичної ради міністерства внутрішніх справ; протягом 18 років обіймав посаду експерта із судової хімії при медичному департаменті міністерства внутрішніх справ.
У 1891 році Діанін синтезував бісфенол А, який згодом став важливим компонентом найпоширенішого класу епоксидних смол, що на честь Діаніна часто називають «епоксидно-діанові смоли».Займався популяризацією елементарних хімічних відомостей (у Педагогічному музеї). 

## Родина
Олександр Діанін був одружений на прийомній доньці свого вчителя, хіміка і композитора Олександра Бородіна.
- Син — Сергій Олександрович Діанін

- Правнук — Олександ Діанін-Хавард.

## Вибрані праці
- Дианин А. П. Александр Порфирьевич Бородин: Биогр. очерк и воспоминания А. П. Дианина. — СПб. : тип. В. Демакова, 1888. — 14 с. — (Отт. из Журн. Рус. физ.-хим. о-ва. – 1888. – Т. 20, вып. 4)
- Дианин А. П. Исследования над светильным газом, добываемым по способу г. Кузнецова из нефти, параллельно с каменноугольным, теперь употребляемым, профессора Военно-медицинской академии А. П. Дианина, доложенное им в заседаниях 7 февраля и 3 марта 1884 г. Русского общества охранения народного здравия. — СПб. : тип. В. Киршбаума, 1887. — 18 с.
- Дианин А. П. О продуктах конденсации кетонов с фенолами: Дис. … д-ра химии. — СПб. : тип. Н. А. Лебедева, 1889. — 90 с.
- Дианин А. П. Очерк состояния и деятельности Военно-медицинской академии за период 1881–1894 годов. — СПб. : тип. М. Меркушева, 1900. — 45 с.
- Дианин А. П. О превращении фенолов в дифенолы путём окисления // Журн. Рус. физ.-хим. о-ва. — 1882. — Т. 14, вип. 3 (26 березня).
- Дианин А. П. О продуктах окисления нафтолов хлорным железом // Журн. Рус. физ.-хим. о-ва. — 1874. — 26 березня.
- Дианин А. П. Трихлорфенол как обеззараживающее средство при лечении гнилостных и язвенных процессов и новый метод его получения: Дис. … д-ра медицины. — СПб., 1882.